# حلقة استوائية

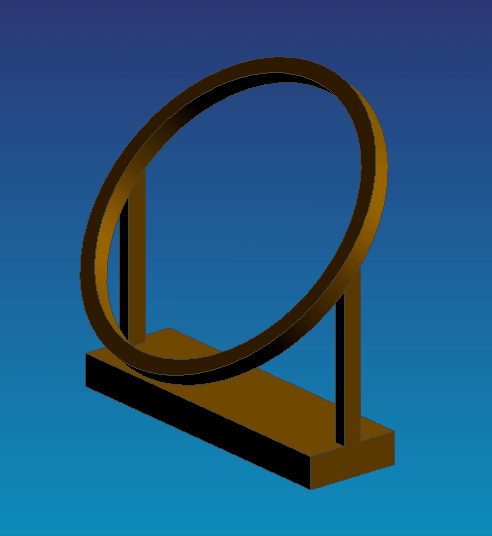
حلقة استوائية

الحلقة الاستوائية هي أداة فلكية، استخدُمَت في العصر الهلنستي، لتحديد اللحظة الدقيقة لاعتدالي الربيع والخريف. وُضعَت الحلقات الاستوائية أمام المعابد في الإسكندرية ورودس، وربما في أماكن أخرى لأغراض التقويم.

## العمل
أسهل طريقة لفهم استخدام الحلقة الاستوائية هي تخيل حلقة موضوعة عموديًّا في مستوى الشرق والغرب، عند خط استواء الأرض. في وقت الاعتدال، ستشرق الشمس على وجه التحديد في الشرق، وتتحرك عبر الذروة، وتجري تحديدًا في الغرب. طوال اليوم، سيكون النصف السفلي من الحلقة في الظل الذي يلقيه النصف العلوي من الحلقة. في الأيام الأخرى من السنة، تمر الشمس باتجاه الشمال أو الجنوب من الحلقة، وسيضيء النصف السفلي. بالنسبة لخطوط العرض البعيدة عن خط الاستواء، تحتاج الحلقة فقط إلى وضعها في الزاوية الصحيحة في المستوى الاستوائي. وستكون الحلقة أفقيةً عند قطبي الأرض.

## تحديد الاعتدال
يتراوح قطر الحلقة الاستوائية بين ذراع واثنين (45 سم - 90 سم). نظرًا لأن الشمس ليست مصدرًا نقطة للضوء، فإن عرض الظل في النصف السفلي من الحلقة أقل قليلًا من عرض الحلقة. مع الانتظار حتى يتمركز الظل على الحلقة، يمكن تحديد وقت الاعتدال في غضون ساعة أو نحو ذلك. إذا حدث الاعتدال في الليل، أو إذا كانت السماء غائمة، فيمكن إجراء الاستيفاء بين قياسات اليومين.

## العيوب
يتمثل العيب الرئيس في الحلقة الاستوائية في الحاجة إلى المحاذاة بدقة شديدة، وإلا قد تحدث قياسات خاطئة. يذكر بطليموس في كتاب المجسطي أن إحدى الحلقات الاستوائية المستخدمة في الإسكندرية قد تغيرت قليلًا، مما يعني أن الآلة أظهرت حدوث الاعتدال مرتين في نفس اليوم. يمكن أيضًا إنتاج قراءات خاطئة عن طريق الانكسار الجوي للشمس عندما تكون قريبة من الأفق.

## استخدامات أخرى
يمكن أيضًا العثور على الحلقات الاستوائية، في مجالات الأسطرلاب الكروي والمزولات الشمسية الاستوائية.